# Karl Giesser
Karl Giesser (1928. november 29. – 2010. november 1.) osztrák labdarúgó-középpályás.
Az osztrák válogatott színeiben részt vett az 1954-es labdarúgó-világbajnokságon.